# Шайхетдинов, Вагиз Гайнельгилемович
Шайхетдинов Вагиз Гайнельгилемович (род. 8 марта 1955 года, село Копей-Кубово, Буздякский район, БАССР, РСФСР, СССР) — российский живописец. Заслуженный художник Республики Башкортостан (2012), член молодёжного отделения Союза художников СССР (1986), член Союза художников РФ (1995). Брат художника Вакиля Шайхетдинова.

## Биография
Шайхетдинов Вагиз Гайнельгилемович родился 8 марта 1955 года в деревне Копей-Кубово Буздякского района БАССР. В 1980 году защищает диплом по живописи в художественно-графическом факультете БГПИ г. Уфе. И с того же года — участник республиканских, зональных, региональных, всероссийских, всесоюзных, зарубежных, международных (больше 20-ти) выставок (г. Октябрьский, г. Уфа, г. Казань, г. Чебоксары, г. Никосия — Кипр). Картины художника хранятся в Башкирском государственном художественном музее им. М. В. Нестерова г. Уфа, в галерее мэрии г. Уфа, Мингео СССР г. Москва, в Госсобрании РБ г. Уфа, в музее МВД РБ, в музее Рудольфа Нуриева (Башкирский театр оперы и балета) г. Уфа, в музее театра «Нур» г. Уфа, В галерее портретов БГУ, в музее Буздякского района, в штаб-квартире ЮНЕСКО г. Париж, в музее Современного Искусства Кипра г. Никосия и частные коллекции в России, Германии, Турции, Югославии, Франции. При поддержке фонда «УРАЛ», к юбилею художника издан альбом художественных работ, где отражаются истории жизни людей и красота родного края
Когда в начале 90-х годов абстракция была на пике популярности, ранние работы Вагиза Шайхетдинова тяготели больше к абстракции. Однако позднее он обращается к реалиям современной жизни.
В настоящее время живёт и работает в г. Уфе.

## Избранные работы
«Автопортрет» (1979), «Портрет матери» (1985), «Портрет отца» (1985), «Наследие» (1988), «Кандры. Мороз и солнце» (2002), «Моя деревня» (2005), «Сипайловская гора» (2012), «Шихан» (2008), «65ый праздник» (2010), «Перекати поле» (2007), «Рудольф Нуриев. Возвращение» диптих (2012), и др.

## Награды и звания
- 1987 год — благодарность Мингео СССР за художественное оформление.
- 2006 год — диплом ВТОО «Союз художников России» за картину «Кандры. Мороз и солнце».
- 2008 год — диплом ВТОО «Союз художников России» РБ за картину «Летним днем».

— благодарственное письмо Всемирного конгресса татар, г. Казань
- 2009 год — памятная юбилейная медаль «90 лет МВД по РБ» за серию портретов.

— награждён благодарственным письмом Министерства культуры РБ.
- 2012 год — диплом Министерства культуры РБ, ВТОО «Союза художников России» РБ, за картину «Северные Амуры».

— звание Заслуженный художник РБ.
— диплом Министерства культуры и ВТОО «Союза художников России» Оренбургской области.
— благодарственное письмо МВД РБ.
- 2015 год — Почетная грамота МВД РБ.
- 2019 год — премия «Серебряный ключ» (Ближневосточный университет Кипра) г. Никосия.